# Alba Rueda
Alba Rueda (Salta, 7 de abril de 1976) es una política y activista social transfeminista argentina que se convirtió en la primera política abiertamente trans del país en ocupar un alto cargo gubernamental cuando se desempeñó como subsecretaria de Políticas de Diversidad dentro del Ministerio de la Mujer, Géneros y Diversidad entre enero de 2020 y mayo de 2022, y pasó luego a ocupar el cargo de Representante Especial de Argentina sobre Orientación Sexual e Identidad de Género del Ministerio de Relaciones Exteriores, Comercio Internacional y Culto.

## Biografía
Nació en Salta y se mudó a Buenos Aires con su familia en la década de 1990. Salió del armario a los 16 años cuando se renombró Alba. Luego pasó a estudiar el profesorado de filosofía en la Facultad de Filosofía y Letras de la Universidad de Buenos Aires, aunque la abandonó poco antes de completar su carrera, denunciando la transfobia entre el personal universitario.

## Activismo
En 2003, comenzó a visitar el hotel Gondolín, un centro para personas trans en Buenos Aires, que se convirtió en un eje para el movimiento trans argentino. Allí conoció a destacadas activistas trans locales, entre ellas Marlene Wayar y Lohana Berkins. Ha abogado por la inclusión de mujeres trans en espacios feministas y ha promovido causas transfeministas.
Ha hecho campaña a favor del matrimonio igualitario en Argentina, que fue legalizado por el gobierno argentino en 2010; y también hizo campaña para la aprobación de la Ley de Identidad de Género en 2012.
En 2006, comenzó a trabajar para el Instituto Nacional contra la Discriminación, la Xenofobia y el Racismo (Inadi). No recibió pago durante dos años debido a que su identidad de género no coincidía con su documentación oficial; comenzó a abogar públicamente por el reconocimiento formal en su recibo de sueldo de su identidad de género, que fue aprobado por la presidenta Cristina Fernández de Kirchner en 2008. El documento nacional de identidad de Rueda finalmente se cambió en 2019. Posteriormente, demandó al arzobispo de Salta debido a su negativa a adecuarse a la ley de identidad de género y actualizar su certificado de bautismo y confirmación con el nombre elegido. Esta demanda fue rechazada por la Corte Suprema de Justicia bajo el principio de neutralidad religiosa del Estado, por considerar la práctica religiosa de índole privada.
Además de su trabajo con el Inadi, también fue periodista de Notitrans, la primera revista de noticias trans de América Latina. Es la fundadora de la organización Mujeres Trans Argentina, donde ejerció la presidencia. Se desempeñó como investigadora en el Departamento de Género y Comunicaciones del Centro Cultural de la Cooperación Floreal Gorini. También es miembro del Observatorio de Género en la Justicia del Poder Judicial de la ciudad de Buenos Aires.

## Carrera política
El 24 de diciembre de 2019 se anunció que se convertiría en subsecretaria de Políticas de Diversidad dentro del recién creado Ministerio de la Mujer, Géneros y Diversidad. Asumió el cargo en enero de 2020. Ha hecho campaña a favor de un proyecto de ley de cuotas de empleo que reservara el 1% de los puestos de trabajo del sector público para personas trans; este proyecto de ley fue sancionado en junio de 2021 por el Congreso Nacional. Había criticado previamente al gobierno argentino por sugerir que la heterosexualidad era parte de la "diversidad sexual". En 2022, fue designada Representante Especial de Argentina sobre Orientación Sexual e Identidad de Género del Ministerio de Relaciones Exteriores y Culto, por Santiago Cafiero. Así, se convirtió en una de las cinco representantes que abogan internacionalmente por los derechos LGBTQIA en nombre de un gobierno nacional, tal como sus pares Jessica Stern de los Estados Unidos, Nick Herbert del Reino Unido, Fabricio Petri de Italia, y Sven Lehmann de Alemania.
En junio de 2022, llamó al gobierno a abordar el tema del transfemicidio en Argentina.

## Reconocimientos
- En 2021, fue incluida como una de las 100 Mujeres de la BBC, reconociendo a las mujeres más influyentes del mundo.[11]

- En 2022, Time la seleccionó como parte de la lista TIME 100 Next, que destaca a cien líderes emergentes de todo el mundo.[4]

- El 8 de marzo de 2023, fue reconocida con el Premio Internacional a las Mujeres de Coraje, concedido por el Departamento de Estado de los Estados Unidos. Este galardón celebra a mujeres que han dedicado sus vidas a la protección y promoción de los Derechos Humanos, mostrando un liderazgo destacado en la defensa de los derechos de las mujeres.[18]